# Rep (wieś)
Rep – wieś w Słowenii, w gminie Slovenska Bistrica. W 2018 roku liczyła 45 mieszkańców.